# Pingasa chloraria
Pingasa chloraria är en fjärilsart som beskrevs av Achille Guenée 1858. Pingasa chloraria ingår i släktet Pingasa och familjen mätare. Inga underarter finns listade i Catalogue of Life.